# Priolepis squamogena
Priolepis squamogena és una espècie de peix de la família dels gòbids i de l'ordre dels perciformes.

## Morfologia
Els mascles poden assolir els 2,9 cm de longitud total.

## Distribució geogràfica
Es troba des de l'Illa Howland (Estats Units) fins a les Illes de la Societat, les Illes Marqueses i Pitcairn.